# Henry Symeonis
Henry Symeonis, känd cirka 1225–1264, var en förmögen engelsman från Oxford som retade upp Oxfords universitet så grundligt att de som examinerades från lärosätet fram till 1827 avkrävdes en ed  att aldrig förlåta Symeonis (quod nunquam consenties in reconciliationem Henrici Simeonis), detta trots att man redan på 1600-talet inte längre visste vad han skulle ha ställt till med för att förtjäna detta. Detta klarlades på nytt först 1912 av Reginald Lane Poole som publicerade resultaten av sina undersökningar i English Historical Review.
Symeonis och några medbrottslingar hade mördat en student vid universitetet 1242 och Henrik III av England ålade dem 80 pund i böter och tvingade dem att lämna Oxford, åtminstone till dess kungen återvänt från utlandet.